# West Africa Livestock Innovation Centre
Das West Africa Livestock Innovation Centre (WALIC) (bis 2016: International Trypanotolerance Centre, ITC) ist ein landwirtschaftliches Forschungsinstitut im westafrikanischen Staat Gambia.
Die gemeinnützige und unabhängige Einrichtung wurde 1982 gegründet. Der Forschungsschwerpunkt liegt in der westafrikanischen Region mit dem humiden und semihumiden Klima in der Verbesserung in der Viehwirtschaft in den Bereichen der Tiergesundheit, Produktivität und Nutzung – in besonderen denen der N’Dama-Rinder. Der Namensbestandteil Trypanotolerance bezieht sich auf die Afrikanische Trypanosomiasis, die auch als Schlafkrankheit bekannt ist und durch Tsetsefliegen übertragen wird.
2015 wurde eine Reform des ITC beschlossen, in deren Rahmen auch die Umbenennung in West Africa Livestock Innovation Centre (WALIC) erfolgte.
Das WALIC hat seinen Haupt-Standort westlich von Kerr Seringe Ngaga an der Senegambia Highway und liegt am Rand des Bijilo Forest Park. Weitere Feldstationen befinden sich in Keneba und Bansang.